# Calle de la Cuesta de los Hoyos
La calle de la Cuesta de los Hoyos es una vía pública de la ciudad española de Segovia.

## Descripción
La calle, donde se encuentra el cementerio judío, discurre desde el paseo de Ezequiel González hasta desembocar, después de cruzar por encima del arroyo Clamores, en la carretera de Arévalo-Erillas. Aparece descrita en Las calles de Segovia (1918) de Mariano Sáez y Romero con las siguientes palabras:

Cuesta de los Hoyos (Camino de la).—Arranca este camino desde la Salida del Puente de Sancti Spiritus y se dirige con otra denominación a los altos del Puente de San Lázaro, próximo al Arco de la Fuencisla. Encima de este camino, que se ha de convertir en carretera, hay un pinar plantado en el año 1862, pinos a pesar del tiempo transcurrido, de poca elevación por no ser el suelo adecuado para estos árboles. En estos últimos años se ve muy concurrido el pinar, especialmente por niños que van a recrearse acogidos a la vegetación y saludable ambiente del paraje y donde se ha construído una caseta y se sirven refrescos. Cuando la carretera a la Fuencisla se halle terminada, la concurrencia ha de aumentar extremadamente. El nombre de Cuesta de los Hoyos proviene de las cuevas que hay en este sitio, donde los judíos tenían emplazado su cementerio o campo del osario, algunas de cuyas sepulturas estaban al descubierto. También en estas cuevas vivieron los hebreos cuando fueron expulsados del centro de la Ciudad y perseguidos en el siglo XV. El sabio P. Fita, hace algunos años, hizo descubrimientso y trabajos muy interesantes en este cementerio judío y que publicó en el «Boletín de la Academia de la Historia». Últimamente el meritísimo segoviano D. Ildefonso Rodríguez, en su trabajo «Cementerio judío de Segovia», ha dado a conocer preciosos datos sobre los enterramientos judíos de la Cuesta de los Hoyos, las viviendas y calles donde habitaban los partidarios de esta raza dentro de la población y otros no menos importantes y curiosos. Paralelo a este camino y a la hondonada de la Cuesta, corre poco caudaloso y poco claro el arroyo Clamores, que en las cercanías de San Marcos afluye al Eresma.
(Sáez y Romero, 1918, pp. 53-54)